# Euphorbia pterococca
Euphorbia pterococca är en törelväxtart som beskrevs av Felix de Silva Avellar Brotero. Euphorbia pterococca ingår i släktet törlar, och familjen törelväxter. Inga underarter finns listade i Catalogue of Life.